# 삼국유사군위휴게소
삼국유사군위휴게소(三國遺事軍威休憩所, Samgukyusa Gunwi Service Area)는 대구광역시 군위군 산성면 백학리에 위치한 영천상주고속도로의 휴게소이다. 이름의 유래는 삼국유사를 집필하였던 일연 스님이 거처였던 군위군의 지역적 특색을 따서 결정되었으며 상주 방면에만 휴게소가 존재한다. 이 휴게소 건물 자체는 군위군에 위치하지만 휴게소에서 고속도로로 진입하는 길은 영천시 신녕면에 위치하고 있기 때문에 영천시는 휴게소 명칭을 영천군위휴게소나 신녕산성휴게소로 해달라고 요청한 적이 있었다. 복고풍 컨셉의 인테리어와 교복을 입은 종업원들 때문에 SNS 등에서 인기가 많았던 휴게소이기도 하다.

## 시설
- 주차장
- 화장실
- ATM
- 식당가
- 할리스커피
- 탐앤탐스
- 주유소(SK)
- 충전소(SK)

유명한 음식:추억의 도시락

## 전후
상주 방면
- 동군위 나들목←삼국유사군위휴게소→신녕 나들목
- 낙동강휴게소←삼국유사군위휴게소←건천휴게소